# Kohlhagen
Kohlhagen ist ein Ort mit acht Einwohnern im Zentrum der Gemeinde Kirchhundem, der durch die Pfarr- und Wallfahrtskirche Mariä Heimsuchung bekannt ist. Der Weiler ist Namensgeber einer deutlich größeren ehemaligen Gemeinde, siehe #Gemarkung Kohlhagen.

## Geschichte
Die Ersterwähnung stammt von 1490 in der Stiftungsurkunde einer Vikarie auff dem Berge unser Lieben Frauen genannt dat Havescheid durch die Herren von und zum Bruch. Erst ab 1507 wurde der Ort Kohlhagen genannt. Die Gründung der Vikarie in der damaligen Pfarrei (Kirch-)Hundem hing zusammen mit den Wallfahrten, die an diesen Ort erfolgten. Wallfahrtsbild war und ist eine spätgotische Pietà aus der ersten Hälfte des 15. Jahrhunderts.
1655 wurde Kohlhagen mit den Ortschaften Brachthausen, Emlinghausen, Silberg, Varste und Wirme sowie den Einzelhöfen Ahe, Breitenbruch und Mark von der Mutterkirche in Kirchhundem abgepfarrt. Der Pfarrsprengel umfasste von 1843 bis 1969 auch die politische Gemeinde Kohlhagen im dann aufgelösten Amt Kirchhundem. 1924 erfolgte die Errichtung der katholischen Kirchengemeinde Silberg/Varste durch Abtrennung von der Pfarrgemeinde Kohlhagen. Am 1. Juli 1969 wurde Kohlhagen im Rahmen einer Gebietsreform im Kreis Olpe nach Kirchhundem eingemeindet.

## Gemarkung Kohlhagen
Die Gemarkung Kohlhagen  (051557) entspricht noch heute dem ehemaligen Gemeindegebiet mit Brachthausen, Emlinghausen, Silberg, Varste und Wirme sowie den Weilern Kohlhagen, Ahe (unmittelbar östlich), Breitenbruch (nordnordwestlich von Varste), Mark (nordnordöstlich von Varste) und Goldberg (unmittelbar östlich von Silberg).

## Sehenswürdigkeiten

### Wallfahrtskirche
Die heutige Pfarr- und Wallfahrtskirche Mariä Heimsuchung Kohlhagen wurde an der Stelle des Vorgängerbaus in den Jahren von 1703 bis 1707 errichtet. Das Bauwerk hat eine reichhaltige Barockausstattung aus der Bildhauerwerkstatt Sasse in Attendorn. Die historische Orgel, die 1745 in die Kirche eingebaut wurde, stammt wahrscheinlich aus der Werkstatt von Johann Henrich Kleine aus dem Kirchspiel Eckenhagen.

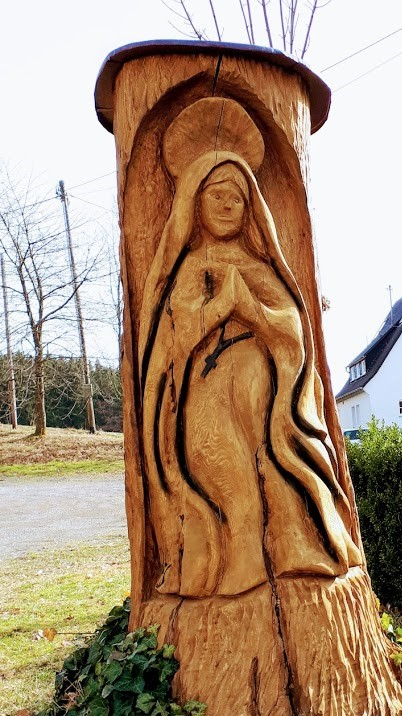
In einen Baumstamm geschnitzte Madonnen Skulptur

In unmittelbarer Nähe am Parkplatz der Kirche befindet sich seit Juli 2018 eine in einen Baumstamm geschnitzte Madonnenskulptur. Der Baumstamm gehörte zu einer am Ort gewachsenen Esche, die vom Eschensterben befallen war und gefällt werden musste. Die Schnitzarbeiten an dem verbliebenen Baumstamm wurden von einem heimischen Bildhauer unter Einsatz einer Kettensäge ausgeführt.

### Pfarr- und Küsterhaus
Adam Vogt von Elspe zu Bamenohl stiftete am 1. Juli 1657 die Timmer-Jacobs-Hausstätte in Brachthausen als Bauplatz für das zu errichtenden Pfarrhaus der Pfarrgemeinde Kohlhagen.
Westlich der Pfarr- und Wallfahrtskirche befindet sich das 1866 erbaute Küsterhaus. Nachdem sich dort von 1997 bis 2018 ein Konvent der Armen Dienstmägde Jesu Christi (Dernbacher Schwestern) befunden hatte, wurde das Gebäude durch einen Um- und Anbau Teil des Geistlichen Zentrums Kohlhagen. Der Beginn der Bauarbeiten war im März 2020. Das Zentrum übernimmt zusätzliche Aufgaben, die in den Gemeinden nicht mehr ausreichend wahrgenommen werden können, darunter Wochenendseminare oder Vortrags- und Gebetsveranstaltungen. Die Betreuung des Zentrums wird von zwei Geistlichen der Pallottiner wahrgenommen. Die Eröffnung war am 4. Juli 2021.

### Friedhof
Um die Wallfahrtskirche herum ist der Friedhof der Pfarrgemeinde Kohlhagen angelegt. In den Nischen zwischen den Strebepfeilern des Kirchenbauwerks befinden sich verschiedene Priestergräber, dabei auch das des NS-Justizopfers Peter Grebe. Auf einem besonderen Teil des Friedhofes bestehen vier Kriegsgräber aus der Zeit des Zweiten Weltkrieges.

## Wege

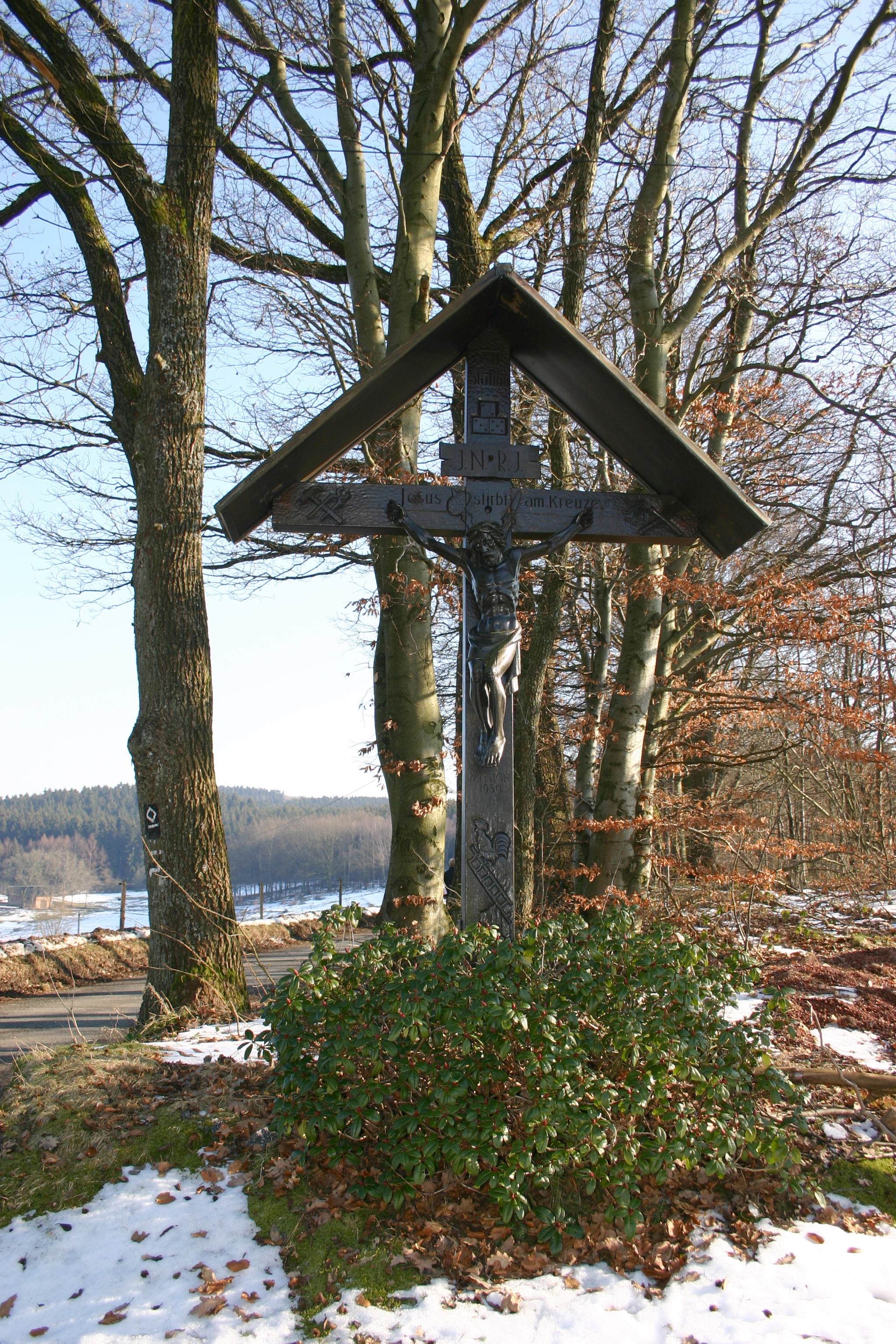
12. Station des Kohlhagener Kreuzweges

### Kreuzweg

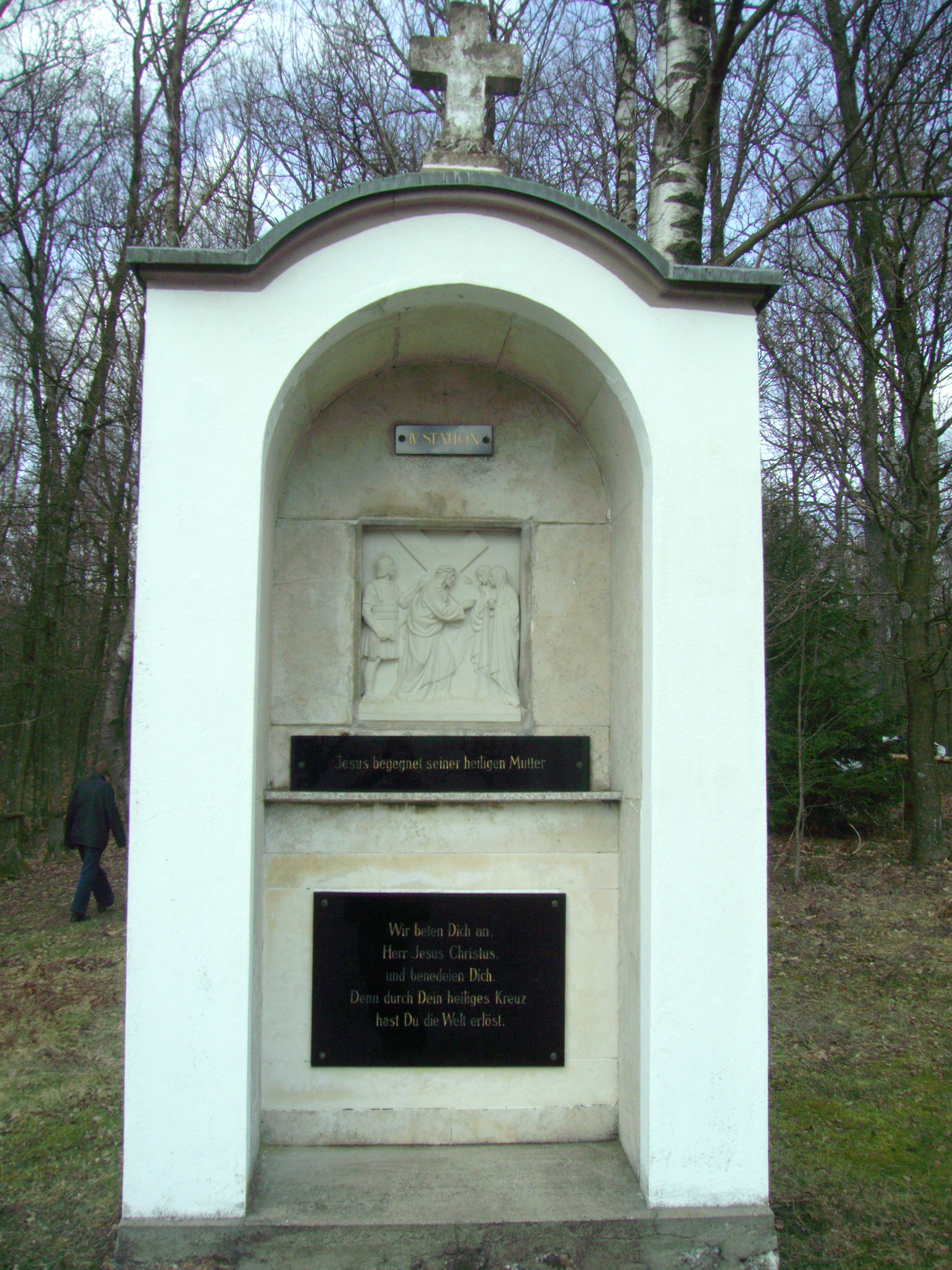
4. Station des Kreuzwegs am Kohlhagen

Ein heute unter Denkmalschutz stehender Kreuzweg wurde 1908 ringförmig um das Kirchengelände angelegt. Als 14. Station erbaute man 1923/24 eine Gedächtniskapelle mit Kriegerehrenmal, dessen Ausführung und Planung durch den Bildhauer Franz Belke aus Grevenbrück (Lennestadt) erfolgte. Besonderheiten der meisten Stationen sind die Ausgestaltungen mit Quarzsteinen und Schlacken von den nahegelegenen Erzbergwerken bei Silberg und Varste. Die zwölfte Station mit der Kreuzigungsszene ist ein 3,15 m hohes Holzkreuz.

### Sieben-Schmerzen-Wege
Von den Orten Emlinghausen und Wirme her führt jeweils ein Stationsweg mit den Darstellungen der „Sieben Schmerzen Mariens“ zur Wallfahrtskirche Kohlhagen.

### Labyrinth

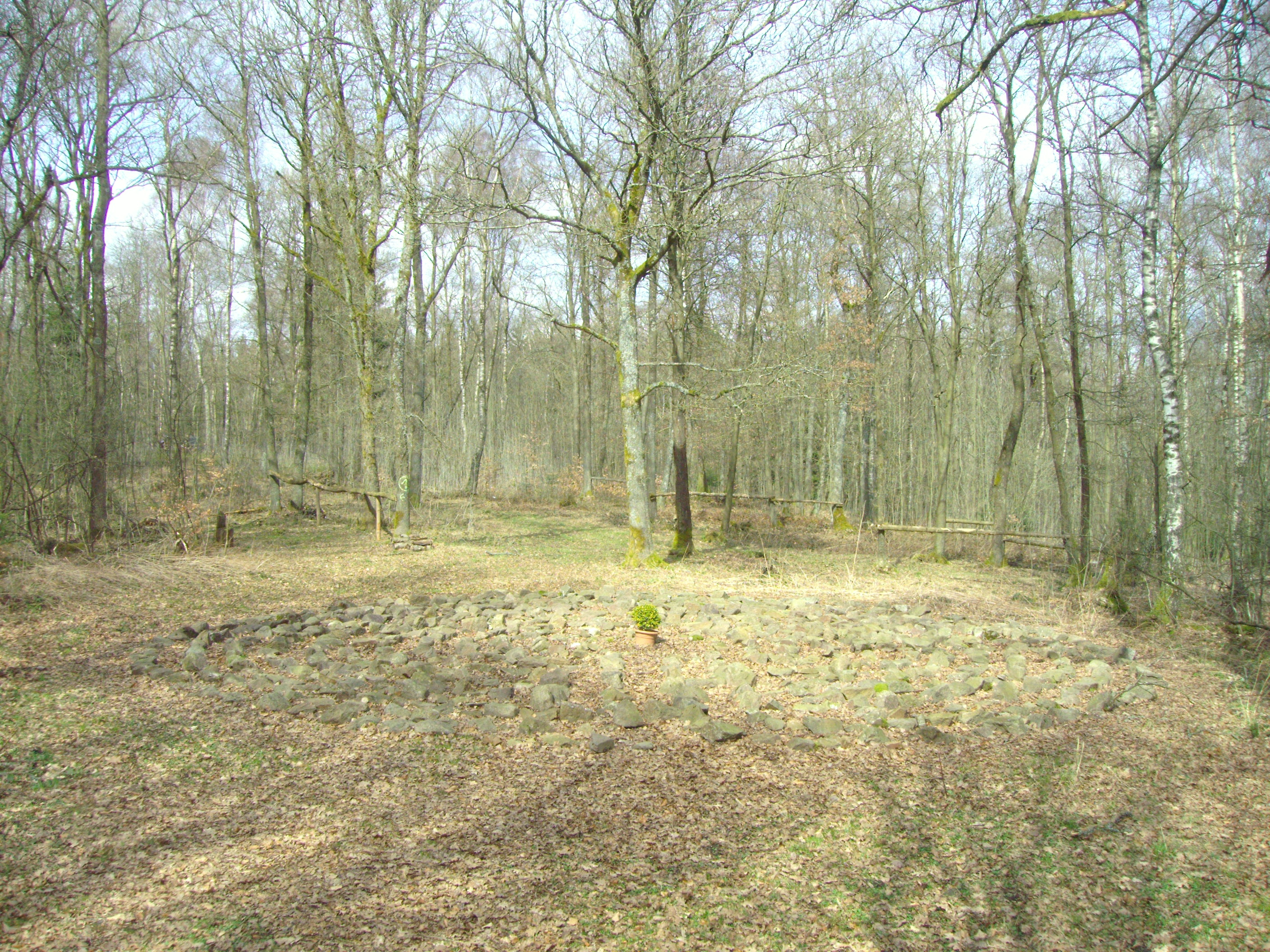
Labyrinth im Wald nahe der Wallfahrtskirche

Anlässlich des katholischen Weltjugendtages 2005 in Köln legten die im Pastoralverbund „Am Cölschen Heck“ untergebrachten Jugendlichen aus Mexiko nahe der Wallfahrtskirche Kohlhagen aus Bruchsteinen ein Labyrinth an, das dem Bodenmosaik der Kathedrale von Chartres nachempfunden ist.

## Veranstaltungen
- Sonntagsgottesdienst mit Eucharistiefeier
- Maiandachten
- Rosenkranzandachten (Oktober)
- Rosenkranzgebet in den Anliegen der Pilger
- Fronleichnam
- Fahrzeugweihe (1. Mai)
- Patronatsfest (2. Juli)
- Pferdewallfahrt
- Lichterprozession
- Sieben-Schmerzen-Gebet
- Jugendkreuzweg
- Regionalwallfahrt
- Wanderwallfahrt
- Konzertreihe „Kohlhagener Klänge“

Darüber hinaus pilgern zahlreiche Gruppen und Einzelwallfahrer zur Wallfahrtskirche Kohlhagen.